# 鲍里斯·斯帕斯基
鲍里斯·瓦西里耶维奇·斯帕斯基（俄语：Бори́с Васи́льевич Спа́сский，1937年1月30日—2025年2月27日），俄罗斯国际象棋棋手，原国际象棋世界冠军。他也是最年长的前世界冠军。
斯帕斯基于1955年获国际象棋特级大师称号，打破了当时由季格兰·彼得罗相保持的史上最年轻特级大师纪录。他曾于1961年与1973年两度获得苏联国际象棋锦标赛冠军。1969年，他在国际象棋世界冠军赛中战胜彼得罗相，成为第十位国际象棋世界冠军。1972年，他被鲍比·菲舍尔击败，从而失去了世界冠军头衔。